# Бела Лајта
Бела Лајта (Leitersdorfer) (мађ.Béla Lajta), 25. јануар 1873 – 20. октобар 1920. био је значајан мађарски архитекта јеврејског порекла. Представник је мађарске сецесије, посебног стила карактеристичног за Мађарску у време арт нуво покрета.

## Биографија
Бела Лајта је завршио архитектуру на Будимпештанском техничком универзитету, 1895. године, као најбољи студент те генерације. По заврштеку студија, кратко време је радио са својим професором Алајош Хаусманом, а након тога кренуо је на студијско путовање у оквиру којег је посетио Италију, Немачку, Енглеску, Француску, Шпанију и северну Африку. Током овог пута, Лајта је и радио у Берлину и Лондону. 1899. вратио се у Мађарску и отварио своју канцеларију. Учествовао је у оснивању Удружења мађарских архитеката, а убрзо је постао и саветник Удружења Јевреја у Пешти, задужен за локална јеврејска гробља. У првој деценији двадесетог века, био је активан члан Удружења примењених уметности.
Презиме Лајта, цела породица узела је 1908. године.
1912. године са Кларом Калдор основао је породицу, а 1918. добили су ћерку, Ерику. 1920. године, након озбиљне болести, умро је у Бечу.

## Каријера
1899. године учествовао је на такмичењу за пројекат синагоге у Будимпешти и освојио трећу награду. Почиње сарадњу са Еден Лехнером, оснивачем мађарске сецесије, па је веома видљив утицај Лехнера на почетку Лајтине каријере. Први реализован Лајтин пројекат јесте продавница коју је урадио за музичке издаваче Ференца и Мора Барда у Будимпешти. Са Лехнером је учествовао на неколико конкурса за пројектовање зграда. Највише поруџбине добијао је из кругова јеврејске буржоазије Будимпеште тога доба и добротворних организација, али било је и већих поруџбине од градске управе Будимпеште. Током времена сарадње са Лехнером, пројектовао је Ватрогасну касарну и Славнића кућу у Сенти, зграду Главне поште у Братислави, а након 1905. дистанцирао се од Лехнера и осамосталио у раду. У том периоду урадио је велики број пројеката који су и реализовани у Будимпешти: зграду Школе за слепу децу, зграду Добротоворног јеврејског удружења, неколико продавница, Париски ноћни клуб (сада зграда Позоришта), зграде на Јеврејском гробљу, као и велики број надгробних споменика. Све време учествује и на конкурсима, а документација о пројектима које је урадио сачувана је и изложена у Виртуелном музеју Бела Лајте.

## Галерија фотографија
- Париски ноћни клуб
- Јеврејско гробље у Будимпешти
- Славнића кућа у Сенти
- Ватрогасна касарна у Сенти